# Giovanni Vianello
Giovanni Vianello (Padova, 7 luglio 1873 – Padova, 11 dicembre 1926) è stato un pittore e decoratore italiano. Fu maestro di Felice Casorati e Mario Cavaglieri.

## Biografia

### L'infanzia e gli studi
Giovanni Vianello nasce a Padova. Il padre, Giuseppe, era un pittore e decoratore veneziano. Frequenta l'istituto "Pietro Selvatico" e l'Accademia veneziana di Belle Arti, dove riceve premi e riconoscimenti importanti e ottiene la patente di maestro di disegno. Negli stessi anni è allievo a Padova di Alessio Valerio e apre uno studio con gli amici artisti Ugo Valeri, Giuseppe Cecchetto e Antonio Soranzo.

### Esposizioni artistiche
Una sessantina sono le esposizioni a cui Vianello partecipa, talvolta presentando dei bassorilievi. Nel 1909 è al Salon d'Automne di Parigi e nel 1913 all'Internazionale di Monaco di Baviera. Il suo dipinto più noto è I fioretti di S. Francesco, apparso alla Nazionale di Milano nel 1912 e apprezzato da Ugo Ojetti.

### Attività decorativa e illustrazioni
Lavora in diverse chiese padovane e del territorio (Saletto di Vigodarzere; Pontelongo), nei teatri di Rovigo e di Abano Terme, e in diversi altri edifici privati e pubblici; illustra cartoline e altre pubblicazioni, come The story of Padua di C. Foligno (Londra, 1910).